# Nemomydas bequaerti
Nemomydas bequaerti is een vliegensoort uit de familie Mydidae. De wetenschappelijke naam van de soort is, geplaatst in het geslacht Leptomydas, voor het eerst geldig gepubliceerd in 1926 door Johnson.
De soort komt voor in Honduras.